# Rudolf Škeřík
Rudolf Škeřík (10. března 1896, Dolní Tuzla, Bosna – 2. května 1968, Praha) byl český nakladatel.

## Život
Narodil se v rodině poštovního úředníka v Bosně, ve věku tří let se stěhuje s rodiči do Čech. Absolvoval gymnázium v Křemencově ulici a lékařskou fakultu Univerzity Karlovy. Roku 1925 začal vykonávat svou celoživotní praxi zubního lékaře v Praze.
Ačkoli vydávání knih bylo pouze doplňkem jeho lékařské praxe, patří k nejpozoruhodnějším českým nakladatelům a mecenášům umění. S mnoha básníky se přátelil osobně; nad jeho rakví při pohřbu ve strašnickém krematoriu mluvil básník Jaroslav Seifert. Škeříkova korespondence ani vydavatelský archiv se nezachovaly, o jeho životních osudech tak víme dodnes poměrně málo.

## Vydavatelské dílo
Ještě jako student medicíny s láskou k literatuře zahájil Škeřík svou nakladatelskou dráhu založením své nejrozsáhlejší edice Symposion, která v následujících letech přinesla do českého prostředí množství mimořádných literárních hodnot, především ze soudobé literatury francouzské nebo anglické, její ediční záběr však byl mnohem širší; spíše než pevným konceptem byl vymezen Škeříkovým osobním vkusem a jeho kontakty s autory (dopisoval si mj. s R. Rollandem či M. Maeterlinckem). Po roce 1948 byly všechny jeho nakladatelské aktivity zastaveny.

### Edice
- Symposion (1921–1948), vydáno 161 svazků
- Poezie Symposia – torzo, pouze 1 svazek
- Antická knihovna – 8 svazků
- Plejáda (1927–1947), vydáno 15 svazků
- Prokletí básníci (1927–1947), vydáno 15 svazků
- Ars (1941–1947), 3 svazky
- Pestrá tvář světa (1946–1948), 3 svazky
- Kentaur (1947–1948), 8 svazků
- Duše Východu (1947–1948), 8 svazků

### Periodika
- Tvorba: 1. ročník 1925-26
- Oznamovatel Symposia (1925–1940)